# Ajax (Q148)
Pour les articles homonymes, voir Ajax.
L'Ajax est un sous-marin français de la classe 1 500 tonnes. Lancé en 1930, il appartient à la série M6.

## Histoire

### Développement
L'Ajax fait partie d'une série assez homogène de 31 sous-marins océaniques de grande patrouille, aussi dénommés 1 500 tonnes en raison de leur déplacement. Tous sont entrés en service entre 1931 (Redoutable) et 1939 (Sidi-Ferruch).
Longs de 92,30 mètres et larges de 8,10, ils ont un tirant d'eau de 4,40 mètres et peuvent plonger jusqu'à 80 mètres. Ils déplacent en surface 1 572 tonnes et en plongée 2 082 tonnes. Propulsés en surface par deux moteurs diesel d'une puissance totale de 6 000 chevaux, leur vitesse maximum est de 18,6 nœuds. En plongée, la propulsion électrique de 2 250 chevaux leur permet d'atteindre 10 nœuds.
Appelés aussi « sous-marins de grandes croisières », leur rayon d'action en surface est de 10 000 milles nautiques à 10 nœuds et en plongée de 100 milles nautiques à 5 nœuds.
Mis en chantier le 1er septembre 1928 avec le numéro de coque Q148, l'Ajax est lancé le 28 mai 1930 et mis en service le 1er février 1934.

### Seconde Guerre mondiale

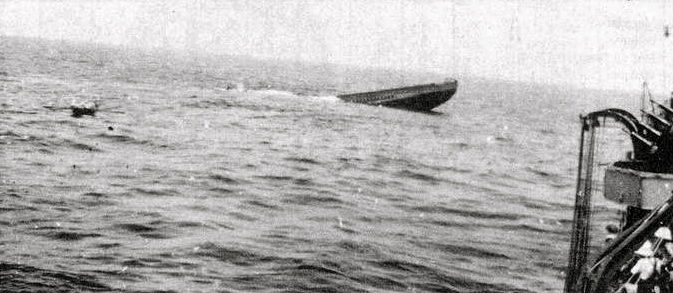
L'Ajax en train de sombrer après son sabordage. Un canot du HMS Fortune recueille les naufragés.

Il est affecté, au début de la Seconde Guerre mondiale à la 6e division de sous-marins basée à Brest qu'il forme avec le Persée, l'Archimède et le Poncelet. Il est en carénage avec l'Archimède d'août 1939 à février 1940. En avril, l'Archimède et l'Ajax escortent des convois de cargos alliés depuis Halifax jusqu'en Grande-Bretagne (convoi HX 41). Devant l'avance allemande, il quitte Brest le 18 juin à 18 h 30 avec le ravitailleur Jules Verne et treize sous-marins, dont Persée, Poncelet, Casabianca et Sfax. Ils arrivent à Casablanca le 23 juin. À l'annonce de l'attaque de Mers el-Kébir, le 3 juillet, les sous-marins de Casablanca patrouillent au large de la côte marocaine.
Le 20 septembre, l'Ajax arrive à Dakar où il retrouve le Persée et le Poncelet, présents depuis la mi-juillet. Le 23, il aperçoit la flotte britannique s'apprêtant à attaquer Dakar. Il se dirige vers elle avec le Persée qui est coulé par les canons britanniques. L'Ajax s'échappe en plongeant et subit un important grenadage, générant quelques avaries. Il tente d'attaquer le lendemain matin les cuirassés HMS Resolution et HMS Barham mais il est repéré et gravement endommagé par les grenades du destroyer HMS Fortune. Désemparé, il fait surface et évacue son équipage, qui le saborde.